# Toronto Theatre District
Il Toronto Theatre District (Quartiere dei Teatri di Toronto) è una parte del Toronto Entertainment District in Downtown Toronto, che contiene la più grande concentrazione di teatri con palcoscenico del Canada. È il terzo più grande quartiere dei teatri di lingua inglese al mondo, dopo il West End di Londra e Broadway a New York.

## Storia
La maggior parte del quartiere dei teatri è delimitata da Adelaide Street a nord, University Avenue a est, King Street West a sud e Bathurst Street a ovest. Alcuni importanti teatri storici si trovano oltre questi confini, ad esempio il Tarragon Theatre. La scena teatrale di Toronto è prevalentemente raggruppata in un'area centrale, ma si espande a nord fino a Bloor Street, a sud fino al fronte del porto e fino a est fino al Fiume Don.
Grandi produzioni itineranti di Broadway e del West End vengono regolarmente a Toronto. La città ospita anche diversi festival teatrali ogni anno. L'annuale Shaw Festival a Niagara-on-the-Lake celebra le opere del drammaturgo irlandese George Bernard Shaw. Il Toronto Fringe Festival promuove opere originali senza censure in numerose piccole sedi. Summerworks è il più grande festival teatrale con giuria in Canada, incentrato su piccole produzioni teatrali, nonché su una serie di concerti di musica e mostre d'arte.

## Teatri
Il quartiere dei teatri di Toronto comprende molti teatri storici, come: 
- Bluma Appel Theatre, St. Lawrence Centre for the Arts
- Buddies in Bad Times Theatre
- Canadian Stage Company, (teatro in Berkeley Street, anfiteatro all'aperto a High Park)
- Factory Theatre
- Lorraine Kimsa Theatre for Young People
- Princess of Wales Theatre
- Royal Alexandra Theatre
- Roy Thomson Hall
- The Second City
- Tim Sims Playhouse
- Tarragon Theatre
- Theatre Passe Muraille

Decine di altri teatri e organizzazioni per le arti dello spettacolo sono attive nel distretto. Il principale quartiere dei teatri della città comprende anche il Theatre Museum Canada. Diversi famosi teatri si trovano a pochi isolati a est del quartiere centrale dei teatri, su Yonge Street. Tra questi figurano:
- Ed Mirvish Theatre
- Elgin and Winter Garden Theatres
- Massey Hall
- CAA Theatre

Appena ad est del quartiere centrale dei teatri, sul fronte del porto di Toronto, si trova anche il Sony Center for the Performing Arts. Il Four Seasons Center for the Performing Arts, sede della Canadian Opera Company e del National Ballet of Canada ed il St. Lawrence Center si trovano nelle vicinanze. Più a est, nello storico Distillery District, si trovano la Soulpepper Theatre Company e lo Young Center for the Performing Arts.

## Galleria d'immagini

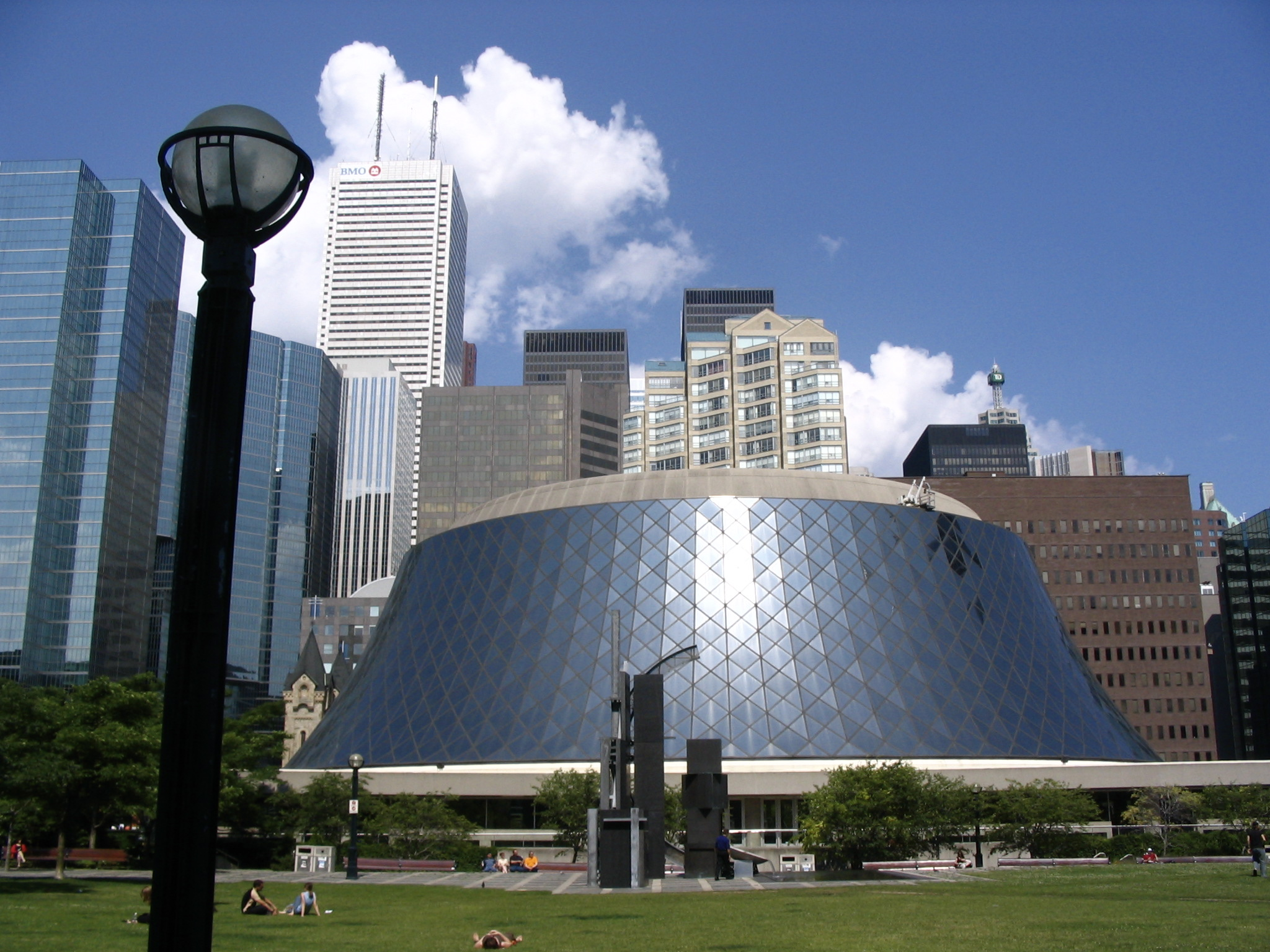
Roy Thomson Hall.
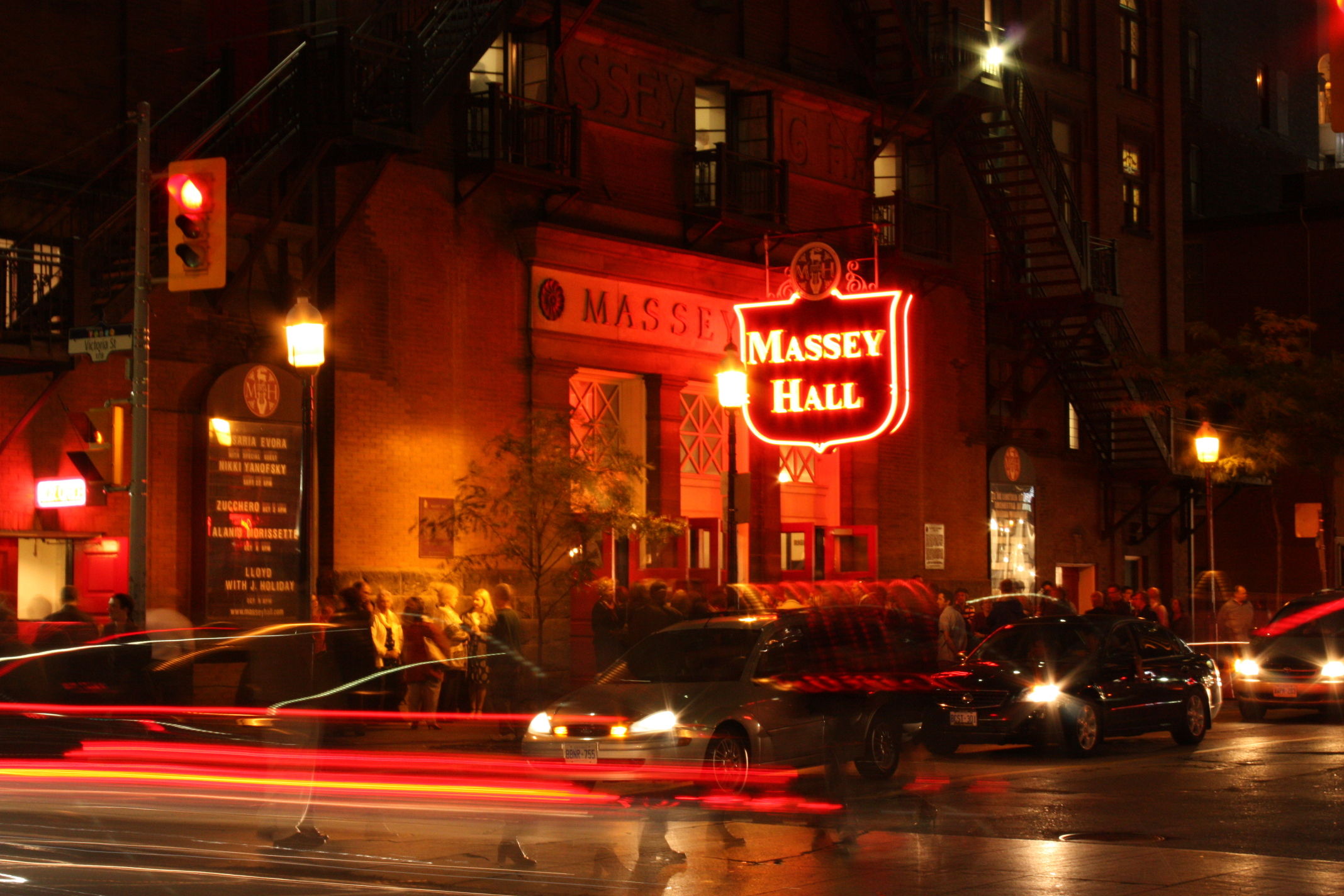
Massey Hall di notte
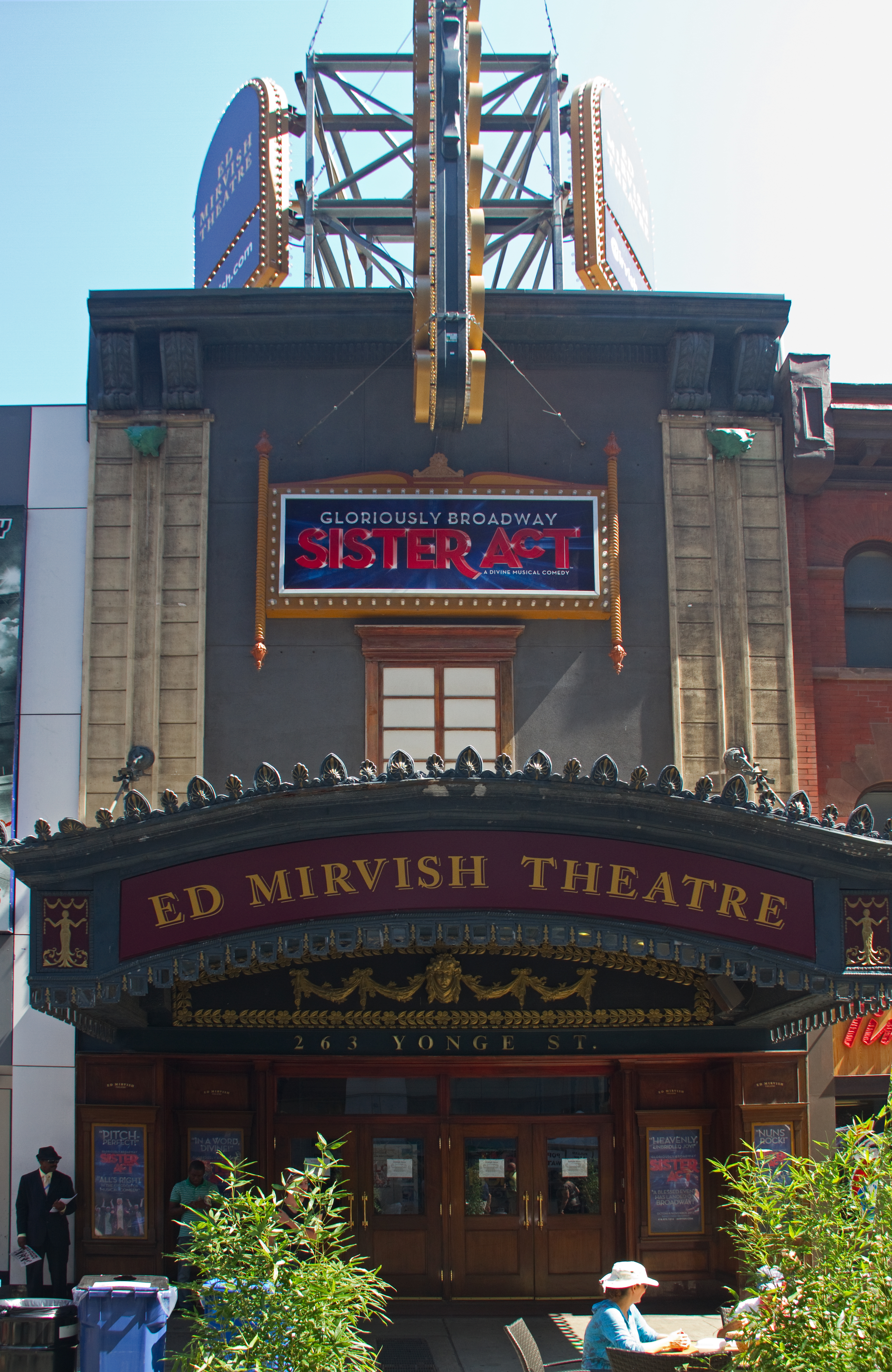
L'Ed Mirvish Theatre
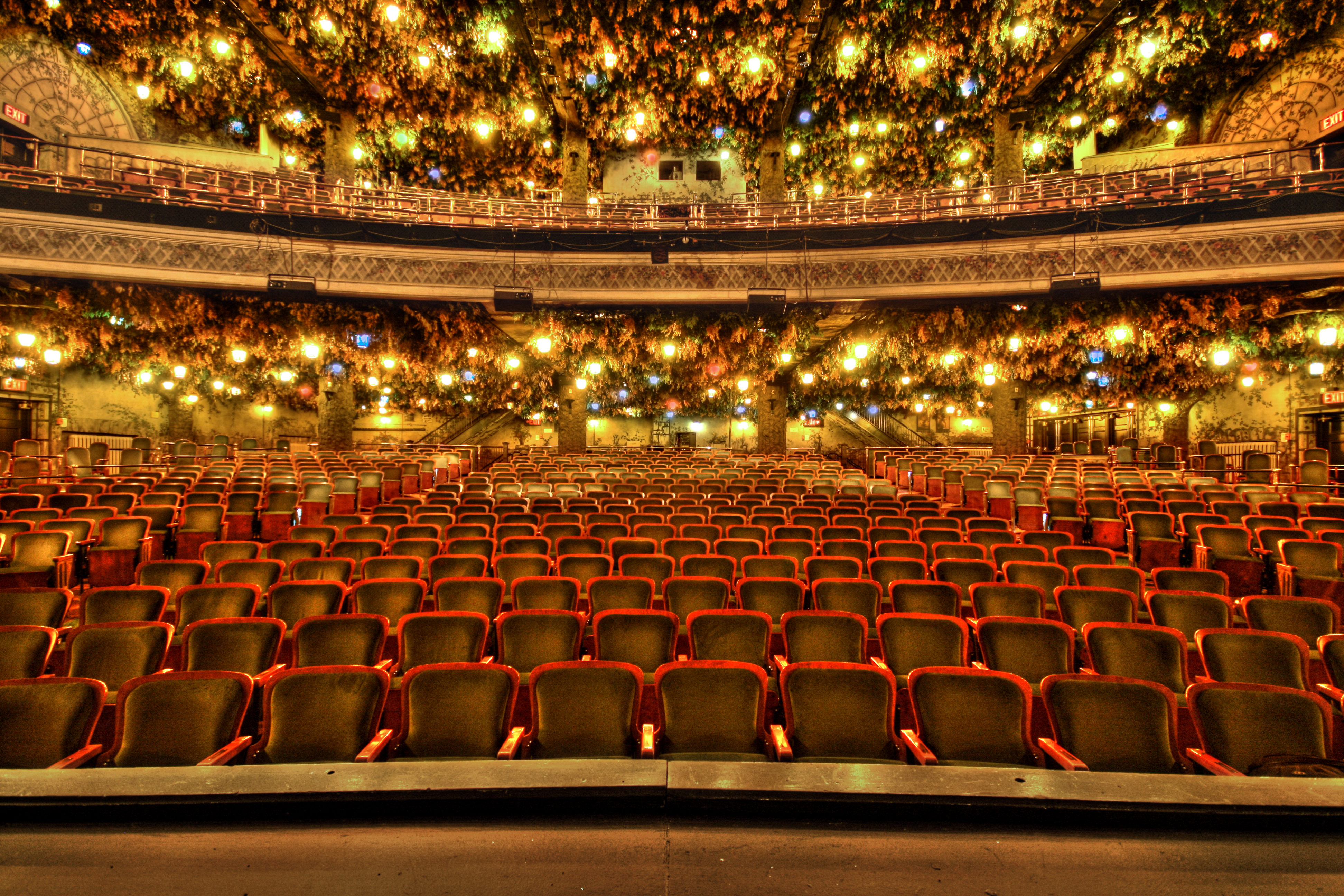
Interno del Winter Garden Theatre

## Altre attrazioni
La Walk of Fame canadese si trova in diverse strade all'interno del quartiere dei teatri. I luoghi per lo sport e l'intrattenimento nell'area che circonda il distretto includono il porto a sud, il mercato di San Lorenzo, il Rogers Centre (Toronto Skydome) e la CN Tower. Il quartiere dei locali notturni della città e il quartiere bohémien di Queen Street West si trovano a nord del quartiere dei teatri.
Un nuovo importante progetto di sviluppo è stato annunciato dal mecenate del teatro e dell'arte David Mirvish nel settembre 2012. Mirvish ha annunciato l'intenzione di demolire il Princess of Wales Theatre per costruire un complesso di grattacieli ad uso misto, progettato dall'architetto Frank Gehry. Il complesso comprenderà una galleria d'arte, un nuovo campus per l'Ontario College of Art and Design e la costruzione di negozi e condomini. Il progetto sarà uno dei più grandi sviluppi condominiali del Nord America. Mirvish spera che il progetto, che comprenderà una galleria d'arte di 5574 metri quadrati, stimolerà la crescita del corridoio artistico lungo John Street.

## Storia dei teatri di Toronto

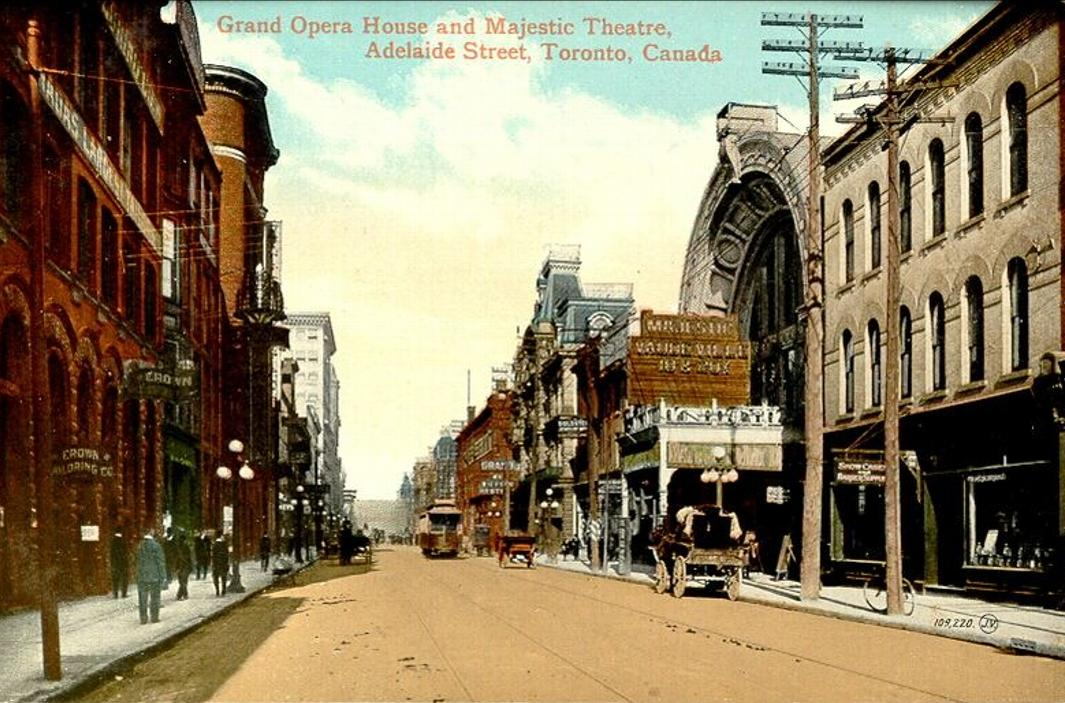
Una cartolina del 1904 che mostra la Grand Opera House e il Majestic Theatre, Adelaide Street, nell'attuale quartiere dei teatri di Toronto.

Il primo teatro inglese a Toronto consisteva in opere teatrali scritte all'estero, principalmente opere teatrali classiche di drammaturghi britannici, nonché spettacoli di musica popolare. Alcuni dei teatri più antichi di Toronto furono costruiti all'inizio del XX secolo, tra cui il Royal Alexandra, la Massey Hall e l'Elgin e Winter Garden Theatres.
La popolazione di Toronto è cresciuta rapidamente durante gli anni del boom dopo la seconda guerra mondiale e allo stesso tempo ha mantenuto un vivace centro cittadino. Ciò permise a questi venerabili antichi teatri di restare in attività, benché lontani dall'originaria gloria; servivano a una serie di altri scopi e i teatri di Elgin e Winter Garden divennero cinema, un dojo di arti marziali e persino un cinema pornografico nella loro forma più trascurata. La triste situazione per gli Elgin & Winter Garden Theatres si sarebbe ribaltata negli anni '80, quando l'Ontario Heritage Trust acquistò i teatri e li ristrutturò, mettendo in scena grandi produzioni come Cats.
La fine degli anni '60 e l'inizio degli anni '70 fu un periodo particolarmente fruttuoso per il teatro a Toronto. Cavalcando un'ondata di nazionalismo che ha coinciso con il centenario canadese della Confederazione nel 1967, il pubblico mostrò un maggiore interesse per le produzioni di opere di drammaturghi canadesi. Drammaturghi come James Reaney, David French e Judith Thompson hanno rapidamente guadagnato un seguito a Toronto. Il Tarragon Theatre è stato fondato nel 1971 da Bill Glassco e sua moglie Jane Gordon, con particolare attenzione alle nuove opere canadesi. Nel 1968 è stato fondato il Theatre Passe Muraille, ora il più antico teatro alternativo del Canada. Il Buddies in Bad Times Theatre è stato fondato da studenti della York University a metà degli anni '70.
Il famoso uomo d'affari di Toronto Ed Mirvish acquistò e restaurò il Royal Alexandra Theatre negli anni '60 e iniziò a portare a Toronto i principali spettacoli di Broadway e del West End. L'appetito di Toronto per i megamusical aumentò e negli anni '90 Mirvish costruì il Princess of Wales Theatre e mise in scena una sontuosa produzione locale di Miss Saigon, segnando un altro punto di svolta nella storia del teatro di Toronto. Le produzioni locali e le piccole compagnie teatrali di Toronto continuano a prosperare. Anche gli spettacoli itineranti di Broadway e del West End sono ormai parte integrante della vita notturna di Toronto.